# مارک انگلیش
مارک انگلیش (انگلیسی: Mark English؛ زادهٔ ۱۸ مارس ۱۹۹۳) دونده دو نیمه‌استقامت اهل جمهوری ایرلند است.